# Lac Soper
Pour les articles homonymes, voir Soper.
Le lac Soper dont le nom inuktitut est Tasiujajuaq est un plan d'eau situé sur la péninsule de Meta Incognita de l'île de Baffin dans la région de Qikiqtaaluk dans le territoire canadien du Nunavut.

## Annexe